# فیخلینس‌اورد
وگلینسورد (به هلندی: Vegelinsoord) یک منطقهٔ مسکونی در هلند است که در فریسلاند واقع شده‌است.

## خصوصیات
وگلینسورد c٫۲۱۰ نفر جمعیت دارد.